# روثرفیلد
روثرفیلد (به انگلیسی: Rotherfield) یک روستا و محله مدنی در بریتانیا است که در Wealden واقع شده‌است. روثرفیلد ۴۶٫۱ کیلومتر مربع مساحت و ۳٬۲۰۹ نفر جمعیت دارد.

## خواهرخوانده
شهر Saint-Chéron خواهرخواندهٔ روثرفیلد هست.